# Dommiers
Dommiers település Franciaországban, Aisne megyében. Lakosainak száma 306 fő (2022. január 1.). Dommiers Chaudun, Cutry, Missy-aux-Bois, Saconin-et-Breuil és Saint-Pierre-Aigle községekkel határos.

## Népesség
A település népességének változása:
| Lakosok száma | 260  | 221  | 252  | 303  | 289  | 296  | 289  | 292  | 297  | 306  |
|               | 1968 | 1982 | 1990 | 2006 | 2011 | 2016 | 2017 | 2019 | 2020 | 2022 |